# Це економіка, дурнику

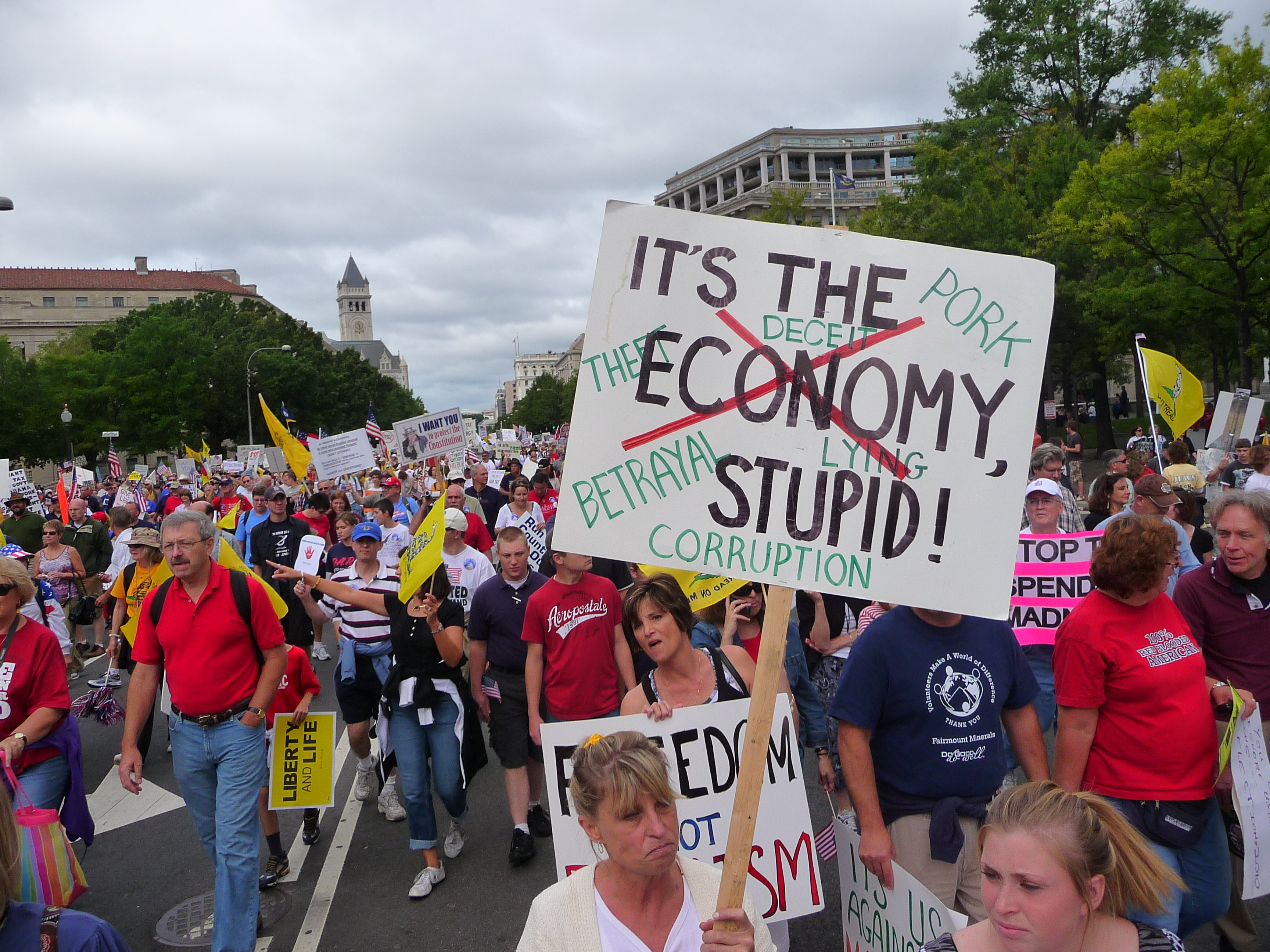
Мітинг лібертаріанців, на плакаті – критика гасла (2009 р.).

Це економіка, дурнику (англ. It's the economy, stupid ; або The economy, stupid!) — крилата фраза, придумана американським політичним стратегом Джеймсом Карвіллем у ході президентської кампанії Білла Клінтона в 1992, адресована працівникам передвиборного штабу і була одним із трьох гасел, на яких вони мали зосередитися. Іншими двома фразами були «Зміни проти більшої кількості того самого » та «Не забувайте про охорону здоров'я»).
Кампанія Клінтона успішно використовувала рецесію в США, що переважала в той час, як один із засобів кампанії, щоб перемогти чинного президента Джорджа Буша-старшого на виборах 1992.
У березні 1991, через кілька днів після початку війни в Кувейті, 90% опитаних американців схвалили роботу президента Буша. Але протягом наступного року думки американців різко змінилися: вже 64% опитаних американців не схвалювали роботу Буша в серпні 1992.

## Історія
Щоб кампанія залишалася актуальною, Карвілл повісив у передвиборному штабі Білла Клінтона в Літл-Році вивіску, яка гласила :
1. Зміни проти більшої кількості того самого
2. Економіка, дурнику!
3. Не забувайте про охорону здоров'я

Хоча вивіска була призначена для внутрішньої аудиторії працівників передвиборчої кампанії, друга фраза де-факто стала гаслом передвиборчої кампанії Клінтон.

## Спадщина
Ця фраза стала кліше, що часто повторюється в американській політичній культурі. Зазвичай використовується, починаючи зі слова «це», потім підставляється потрібне слово («Це дефіцит, дурнику!» , «Це корпорація, дурнику!» , «Це математика, дурнику!»  та «Це виборці, дурнику!»).